# AFR
AFR - i sandhed en utrolig løgn (forkortelse for Anders Fogh Rasmussen) er et dansk satirisk drama fra 2007, instrueret af Morten Hartz Kaplers, som også selv medvirker i filmen. AFR er produceret af Zentropa-produceren Meta Louise Foldager.
Genremæssigt er filmen en såkaldt mockumentary – en drillende dokumentar, der selv om store dele af den er fiktion fremstilles med et dokumentarisk tilsnit.
Filmen havde allerede inden sin premiere afstedkommet heftig debat, idet den er baseret på dels manipulerede originale tv-klip, dels fiktive sekvenser. Dermed ligner AFR den kontroversielle britiske film Death of a President, hvor USAs præsident George W. Bush bliver myrdet.
Handlingen udspiller sig omkring statsminister Anders Fogh Rasmussen (Anders Fogh Rasmussen) og hans hemmelige elsker Emil (Morten Hartz Kaplers). Blandt de ægte klip er et klip med Pia Kjærsgaard, som udtaler, "[...]og så var han jo bøsse, det var kendt for enhver". Pia Kjærsgaard tager afstand fra brug af klippet som stammer fra en udtalelse om mordet på den homoseksuelle hollandske politiker Pim Fortuyn i 2002. Flere andre virkelige politikere medvirker.
Filmen blev i januar 2007 vist på den internationale filmfestival i Rotterdam, hvor den som en af 15 film var udvalgt til festivalens konkurrenceprogram, der kun består af nye instruktørers første eller anden film. AFR vandt Tiger-prisen, der udover æren består af 10.000 euro samt sikkerhed for, at filmen vises på nationalt hollandsk tv. I 2008 var filmen nomineret til Bodilprisen for bedste danske film.
Filmen havde premiere i de danske biografer 20. april 2007.

## Plot
Filmen starter med at statsministeren bliver myrdet i sin bil på vej fra sit hjem til et vigtigt møde. Statsministerens mandlige elsker bliver eftersøgt for mordet og dør nogle dage efter under en voldsom anholdelse på en jernbanestation. Filmen er en lang række interviews med forskellige personer, der enten kendte statsministeren eller Emil. Man får en gennemgang af Anders Fogh Rasmussens karriere fra hans spejder ungdom til han blev skatteminister, der må gå af i utide og til han som statsminister blev angrebet med rød maling. Tilsvarende får man en gennemgang af BZ-historien og Emils deltagelse i den. Til sidst i filmen bliver det klart at statsministeren var i gang med at planlægge at øge ulandsbistanden til 5 % af bruttonationalproduktet og derfor havde fået mange fjender. Den plan blev stoppet da statsministeren dør og der er derfor mistanke om at statsministeren ikke blev myrdet af Emil og at Emil blev likvideret.